# Escudo mozambicain
Pour les articles homonymes, voir Escudo.
L'escudo mozambicain ((pt) escudo de Moçambique) est l'ancienne monnaie du Mozambique portugais de janvier 1914 à 1977, puis du Mozambique indépendant jusqu'en 1980. Il a été remplacé par le metical.

## Histoire monétaire
Depuis le XVIIIe siècle, des pièces de monnaie portugaises et espagnoles contremarquées « LM » circulent sur le territoire du Mozambique.
En janvier 1914, l'escudo remplace le réal au taux de 1 pour 1000 dans la plupart des territoires et provinces ultramarines de la République portugaise. La Banco Nacional Ultramarino est chargée de l'émission du papier monétaire ; la Casa da Moeda de celle des pièces de monnaie spécifiques au Mozambique. Jusqu'en 1977, l'équivalence entre la monnaie portugaise et celle du Mozambique est au pair.
Au départ, seuls des billets contremarqués, mais aucune pièce, sont produits. En 1914, des coupures provisoires de 100 et 1000 escudos contremarquées sortent des presses, puis des billets de 10, 20 et 50 centavos sont émis en urgence pour pallier le manque de numéraire. En 1920, une nouvelle série de 10 à 50 centavos, puis de 1 et 2,5 escudos est produite ; elle est suivie par une série de billets allant de 1 à 100 escudos.
Dans les années 1930, les premières pièces mozambicaines sont frappées : 10, 20 et 50 centavos en bronze, 1, 2½, 5 et 10 escudos en argent. 
En 1941, des billets de 500 et 1000 escudos sont introduits en urgence. En 1952, la pièce de 20 escudos en argent est frappée. Entre 1968 et 1971, le cupronickel remplace l'argent métal pour la série de 5, 10 et 20 escudos. Les dernières pièces sont fabriquées en 1974. 
En 1976, des billets de 50, 100, 500 et 1 000 escudos sont émis par la Banco Nacional Ultramarino contremarqués de la mention « Banco de Moçambique ». 
Après des hésitations onomastiques, le metical est choisi par le Mozambique indépendant comme monnaie nationale le 16 juin 1980.